# Erez Ben Harush
Erez Ben Harush (in ebraico  ארז בן הרוש  ‎?; Rishon LeZion, 28 novembre 1970) è un attore, personaggio televisivo, comico sceneggiatore, regista e produttore televisivo israeliano.

## Biografia
Erez Ben Harush è nata nel 1970 a Rishon LeZion da una famiglia di Origine marocchina.
Ben Harush è attivo come attore dal 1992 al 1999. Ha anche lavorato con il Teatro Cameri, uno dei principali gruppi teatrali in Israele, dove è stata protagonista tra l'altro di  A Funny Thing Happened on the Way to the Forum, The Merchant of Venice e diversi altri spettacoli musicali. Nel 1994, ha fatto il suo debutto in una serie televisiva in Ha-Comedy Store.